# Minoriták

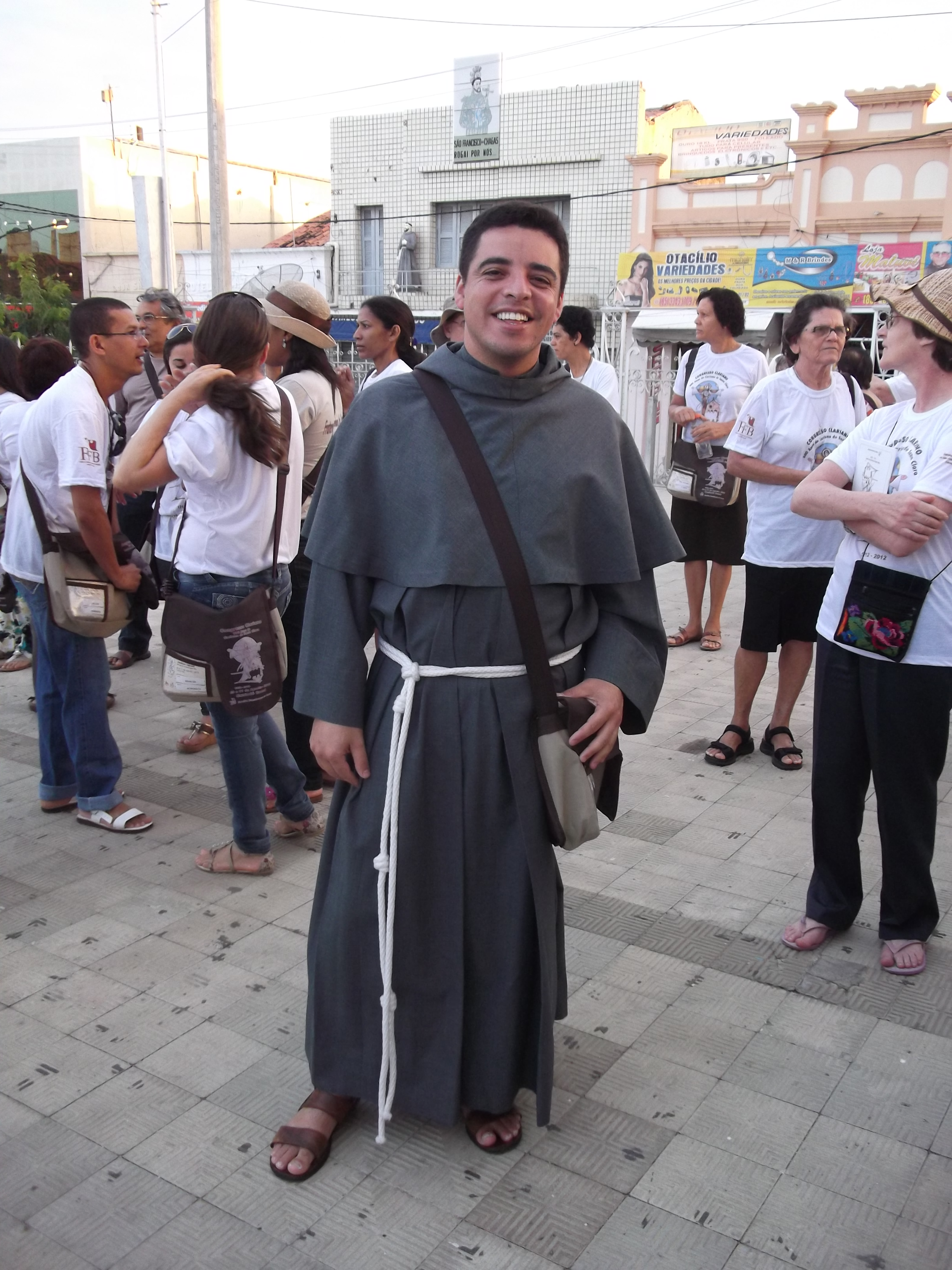
Fiatal minorita szerzetes

A minorita rend, azaz a Konventuális Kisebb Testvérek Rendje  (latinul: Ordo Fratrum Minorum Conventualium, a rend nevének rövidített formája: OFM Conv) egy pápai joghatóságú, római katolikus, kolduló, férfi szerzetesrend, melyet  Assisi Szent Ferenc 1209-ben alapított. A Ferences Család Első Rendjének része, amelyet a ferences renddel (OFM) és a kapucinus renddel (OFM Cap) közösen alkot.

## Történetük
1250-ben, IV. Ince pápa alatt kapták a fratres minores (azaz „kisebb testvérek”) nevet, amikor elváltak azon Szent Ferenc-rendiektől, akik a szabályok szigorú megtartásával teljesen a zárda magányába vonultak vissza.
Ezen időtől két generálisuk is volt. A délszláv térségben, az Oszmán Birodalomban sokáig más rendeket nem hagytak működni. Horvátországban és Magyarországon is mindig jelentékeny szerepet játszottak. Erdélyben külön provinciájuk volt, amit 1627-ben alapított VIII. Orbán pápa. 1714-ben a provincia megszűnt; fönnmaradt házait a magyar provinciához csatolták.

## Mai tevékenységük
Jelenleg lelkipásztorkodással és tanítással foglalkoznak. A közelmúltban még sok gimnáziumuk volt, de a legtöbbet a rendtagok elégtelen száma miatt kénytelenek voltak más tanerőknek átadni. Papnevelő intézetük Egerben van. A magyar provincia védszentje: Szent Erzsébet, Árpád-házi magyar királylány, II. Endre magyar király és meráni Gertrudis leánygyermeke.

### A rend tartományai kontinensenként
1. Észak-Amerika
1.1. Kanada
- Montréal: Custodia prov. S. Maximiliani Kolbe (Prov. Poloniae – S. Maximiliani M. Kolbe)

1.2. USA
- Rensselaer, New York: Provincia Immaculatae Conceptionis B.M.V.
- Mount St. Francis, Indiana: B.M.V. Consolatricis Afflictorum
- Ellicott City, Maryland
- Chicago, Illinois: Provincia St. Bonaventurae
- Arroyo Grande, Kalifornia: Provincia S. Josephi a Cupertino
- Gary, Indiana: Domus Provinciae Croatiae

2. Közép- és Dél-Amerika
2.1. Argentína
- Buenos Aires: Provincia Rioplatensis

2.2. Bolívia
- Cochabamba: Custodia provincialis (Provincia Poloniae–S.Antonii)

2.3. Brazília
- Santo André: Provincia S. Francisci
- Brazíliaváros: Delegatio Provinciae Poloniae – S. Maximiliani M. Kolbe
- Rio de Janeiro: Custodia provincialis Immaculatae Conceptionis (Prov. USA–I.C.)
- São Luís do Maranhão: Delegatio Provinciae Romanae in Maranhão

2.4. Chile
- Santiago de Chile: Delegatio Provinciae Patavinae

2.5. Kolumbia
- Santa Fé de Bogotá: Custodia provincialis Provinciae Hispaniae

2.6. Costa Rica
- San José: Custodia provincialis Costaricensis (Prov. USA–Imm.Conc.)

2.7. Kuba
- Matanzas: Missio

2.8. Ecuador
- Tulcàn: Delegatio Provinciae Poloniae – S. Maximilianii Kolbe

2.9. El Salvador
- San Salvador: Domus Custodiae provincialis Mariae Matris pauperum (Prov. USA–C.A.)

2.10. Honduras
- Comayagüela: Domus Custodiae provincialis Mariae Matris pauperum (Prov. USA–C.A.)

2.11. Jamaica
- Kingston: Domus Provinciae S. Antonii (USA)

2.12. Mexikó
- Cuatitlàn Izcalli: Custodiae provincialis B.M.V. Guadalupensis (Prov. Siciliae)

2.13 Paraguay
- Asunción: Missio seu Domus Provinciae Poloniae – S. Antonii

2.14 Peru
- Lima: Delegatio Provinciae Poloniae – S. Antonii

2.15 Uruguay
- Montevideo: Domus Provinciae Rioplatensis

2.15 Venezuela
- Guanare: Custodia provincialis (Prov. Apuliae)

3. Európa
3.1 Ausztria
- Bécs: Delegatio generalis

3.2 Belgium
- Brüsszel: Delegatio generalis

3.3 Fehéroroszország
- Grodno: Delegatio Provinciae Poloniae – B.M.V. Immaculatae

3.4 Bulgária
- Rakovszki: Delegatio Provinciae Poloniae – B.M.V. Immaculatae

3.5 Csehország
- Brno: Provincia Ceca

3.6 Dánia
- Roskilde: Domus Provinciae USA–Cons.Affl.

3.7 Németország
- Würzburg: Provincia Germaniae
- Ratingen: Delegatio Provinciae Poloniae – S. Antonii
- München: Delegatio Provinciae Poloniae – B.M.V. Immaculatae
- Duisburg: Delegatio Provinciae Poloniae – S. Maximiliani M. Kolbe

3.8 Spanyolország
- Madrid: Provincia Hispaniae

3.9 Franciaország
- Narbonne: Custodia provincialis Galhae (Provincia Patavinae)

3.10 Nagy-Britannia
- London: Delegatio Angliae

3.11 Horvátország
- Zágráb: Provincia Croatiae

3.12 Írország
- Dublin: Domus Provinciae Angliae

3.13 Olaszország
- Róma: Domus Sub Immediata Iurisdictione Ministri generalis
- Pescara: Provincia Aprulianum
- Bari: Provincia Apuliae
- Bologna: Provincia
- Ancona: Provincia
- Padova: Provincia
- Nápoly: Provincia Neapolitana
- Róma: Provincia
- Oristano: Provincia
- Firenze: Provincia
- Palermo: Provincia Sicilia
- Perugia: Provincia
- Assisi: Custodia generalis assisiensis
- Catanzaro Lido: Custodia provincialis

3.14 Litvánia
- Vilnius: Delegatio Provinciae Poloniae – S. Maximiliani M. Kolbe

3.15 Magyarország
- Miskolc: Provincia Hungariae–Transylvaniae

3.16 Málta
- Valletta: Provincia Melitensis

3.17 Moldova
- Riscani: Domus Provinciae Romaniae

3.18 Hollandia
- Beek: Provincia Nerlandensis

3.19 Lengyelország
- Varsó: Provincia B.M.V. Immaculatae
- Krakkó: Provincia S. Antonii Patavini et B. Iacobi de Strepa
- Gdańsk: Provincia S. Maximiliani M. Kolbe

3.21 Portugália
- Viseu: Delegatio Provinciae Patavinae

3.22 Románia
- Roman: Provincia Sancti Ioseph, Sponsi B.M. Virginis

3.23 Oroszország
- Moszkva: Custodia generalis Russiae

3.24 San Marino
- San Marino: Domus Provinciae Marchiae

3.25 Szlovénia
- Ljubljana: Provincia Sloveniae

3.26 Szlovákia
- Pozsony: Custodia provincialis Provinciae Poloniae – S. Antonii

3.27 Svédország
- Jönköping Domus Provinciae Poloniae – S. Maximiliani M. Kolbe

3.28 Svájc
- Fribourg: Delegatio generalis

3.29 Ukrajna
- Lvov: Delegatio Provinciae Poloniae – S. Antonii

3.30 Vatikán
- Vatikán: Domus Sub Immediata Iurisdictione Ministri generalis

4. Afrika
4.1. Burkina Faso
- Sabou: Missio … Aprutiorum et Poloniae – B.M.V. Immaculatae

4.2. Ghána
- Takoradi: Custodia provincialis S. Antonii Patavini (Provinciae Patavinae)

4.3. Kenya
- Limuru: Delegatio Provinciae Poloniae – S. Maximiliani M. Kolbe

4.4. Tanzánia
- Mwanga: Delegatio Provinciae Poloniae – B.M.V. Immaculatae

4.5. Zambia
- Ndola: Provincia Zambiae

4.6. Uganda
- Kakooge: Missio (Provinciae Poloniae – S. Antonii)

5. Ázsia
5.1. Kína
- Xi'an: Missio, a Ministri generali dependens (suspensa)

5.2. India
- Karukutty: Provincia Indiae

5.3. Japán
- Tokió: Provincia Iaponiae

5.4. Korea
- Szöul: Provincia Sancti Maximiliani Kolbe

5.5. Libanon
- Sin-El-Fil: Delegatio generalis in Provincia Orientis

5.6. Fülöp-szigetek
- Novaliches: Custodia provincialis (Provinciae Neapolitanae)

5.7. Törökország
- Isztambul: Delegatio generalis in Provincia Orientis

5.8. Üzbegisztán
- Taskent: Delegatio Provinciae Poloniae – S. Antonii

5.9. Vietnám
- Ho Si Minh-város: Delegatio generalis in Provincia Orientis

6. Óceánia
6.1. Ausztrália
- Melbourne-Dingley: Custodia generalis